# Gradeț, Vidin
Gradeț (în bulgară Градец) este un sat în comuna Vidin, regiunea Vidin,  Bulgaria. 

## Demografie
Componența etnică a satului Gradeț
     Bulgari (97,35%)
     Nicio identificare (2,37%)
     Altele (0,27%)
La recensământul din 2011, populația satului Gradeț era de 1.434 locuitori. Din punct de vedere etnic, majoritatea locuitorilor (97,35%) erau bulgari. Pentru 2,37% din locuitori nu este cunoscută apartenența etnică.